# 盧斯普利章克申 (伊利諾伊州)
盧斯普利章克申（英語：Loose Pulley Junction）是位於美國伊利諾伊州奧格爾縣的一個非建制地區。該地的面積和人口皆未知。

## 地理
盧斯普利章克申的座標為42°07′34″N 89°19′26″W / 42.12611°N 89.32389°W，而該地的平均海拔高度為702米（即2303英尺）。